# Sydney Leroux
Sydney Rae Leroux  (Surrey, Canadá, 7 de mayo de 1990) es una futbolista estadounidense nacida en Canadá. Juega de delantera en el Angel City FC de la National Women's Soccer League (NWSL) de los Estados Unidos.
Tras representar a Canadá en diferentes categorías juveniles, Leroux, de padre estadounidense, decidió defender a la selección femenina de fútbol sub-20 de los Estados Unidos desde 2008, llegando a la selección absoluta en 2012.  Se consagró campeona de la Copa Mundial Femenina de Fútbol Sub-20 de 2008, donde obtuvo el Botín de Oro y el Balón de Oro del torneo.  Ella ayudó a Estados Unidos a ganar sus títulos en los Juegos Olímpicos de Londres 2012 y también en la Copa Mundial Femeninas de la FIFA 2015.
Leroux jugó al fútbol universitario para los UCLA Bruins y a nivel semiprofesional para los Vancouver Whitecaps. Debutó con los Vancouver Whitecaps a los 15 años, convirtiéndose en la futbolista más joven en jugar por el club. Leroux fue seleccionada por el club Atlanta Beat durante el draft de la Women's Professional Soccer el 13 de enero de 2012. Luego de la suspensión de dicha liga a inicios de 2012, fichó por Seattle Sounders Women durante el mismo año. Hizo su debut profesional con los Boston Breakers en la temporada inaugural de la National Women's Soccer League en 2013.

## Primeros años
Leroux nació en la ciudad de Surrey, hija de la canadiense Sandi Leroux y el estadounidense Ray Chadwick. Su madre se desempeñaba como tercera base en la selección canadiense de sóftbol. Su padre fue un beisbolista profesional que se desempeñó como lanzador en los California Angels en 1986. Sydney Leroux jugó al béisbol para las Ligas menores de Whalley entre 1994 a 2004. Se crio con su madre, luego de la separación de sus padres, cuando Sandi Leroux tenía tres meses de embarazo.

## Trayectoria

### Boston Breakers
En 2013, como parte del programa de asignación de futbolistas de la National Women's Soccer League (NWSL), Leroux fue una de las tres seleccionadas nacionales (junto con Heather O'Reilly y Heather Mitts) que firmó por los Boston Breakers para la temporada inaugural de dicho torneo. Esa temporada logró el segundo lugar en la tabla de goleadoras (junto con Abby Wambach de los Western New York Flash), tras Lauren Holiday de FC Kansas City. Leroux anotó la primera tripleta en la historia del torneo, en la victoria por 4:1 ante los Chicago Red Stars, el 4 de mayo de 2013, lo que le valió ser nombrada Jugadora de la semana de la NWSL.

## Palmarés

### Trofeos internacionales
| Título                                            | Equipo (*)                                                | Lugar       | Año  |
| ------------------------------------------------- | --------------------------------------------------------- | ----------- | ---- |
| Copa Mundial Femenina de Fútbol Sub-20            | Selección femenina de fútbol sub-20 de los Estados Unidos | Chile       | 2008 |
| Torneo Cuatro Naciones                            | Selección femenina de fútbol de los Estados Unidos        | China       | 2011 |
| Torneo femenino de fútbol en los Juegos Olímpicos | Selección femenina de fútbol de los Estados Unidos        | Reino Unido | 2012 |
| Copa Algarve                                      | Selección femenina de fútbol de los Estados Unidos        | Portugal    | 2013 |

### Distinciones individuales
| Distinción                                                | Año  |
| --------------------------------------------------------- | ---- |
| Balón de Oro de la Copa Mundial Femenina de Fútbol Sub-20 | 2008 |
| Futbolista juvenil del año en Estados Unidos              | 2011 |